# Матей Нінослав
Матей Нінослав (Matej Ninoslav; ? — 1250) — бан Боснії у 1232—1250 роках (з невеличким проміжком у 1240-1241 роках).

## Життєпис
Син знатного боснійця і богоміла Радівоє. Про місце і дату народження відсутні відомості. Належав до богомілів. 
У 1232 році прибічники богомільської церкви повалили бана Стефана Кулінича і звели на трон бана Матея Нінослава. Втім це призвело до ускладнень у відносинах із Сербією, оскільки Кулінич був родичем правлячої там династії Неманичей. Водночас до Боснії прибув Яків, єпископ Пренесте та папський легат, який став вимагати від нового бана підтвердити вірність католицтву. 1233 року Нінослав отримав листа від папи римського, яким пропонувалося визнати зверхність Риму над Боснією.
Водночас продовжувалася підготовка до хрестового походу проти Боснії, ініціатором якого був папський престол. При цьому для забезпечення впливу на Приєзду, двоюрідного брата й можливого спадкоємця Матея Нінослава, папські легати забрали до Риму як заручника його сина. Матею Нінославу довелося особисто клопотати про його звільнення. Водночас підтвердив умови договіру між Боснією та Дубровницькою республікою, що було укладено ще за бана Куліна.
У 1233 році папським легатом було відсторонено від посади єпископ Володимира, який обіймав кафедру в Д'яковарі (сучасне Джяково в Хорватії) через прихильність до богомільства. Новим єпископом Д'яковара було призначено домініканця Йоганна фон Вільдесхаузена, який водночас очолював кафедру Калоча.
У 1234 році угорський король Андраш II віддав Боснійська банат своєму синові Кальману. При цьому законний спадкоємець боснійського трону усорський князь Сібіслав з династії Куліничів розпочав війну проти Матея Нінослава, сподіваючись відвоювати Боснію. 17 жовтня 1234 року папа римський Григорій IX закликав до хрестового походу проти Боснії, а 9 серпня 1235 року визнав Кальмана законним баном Боснії. 
Невзмозі протидіяти двом ворогам, Матей Нінослав був змушений відступити в гори. Хрестоносці захопили західну Боснію, і в 1237 році угорський єпископ, який змінив Йоганна фон Вільдесхаузена, почав спалення єретиків-богомілів. 26 квітня 1238 року Кальман повідомив папу римського щодо очищення Боснії від єресі. Але в Хумі богоміли продовжували триматися. У 1240 році Матей Нінослав був змушений втекти до Дубровницької республіки.
У 1241 році в Угорщину вдерлися монголи на чолі із Када'аном. Кальман був змушений повернутися з військами додому і взяти участь в битві на річці Шайо. Матей Нінослав скористався моментом і відновив контроль над Боснією, змусивши Приєзду, якому Кальман передав титул бана Боснії, втекти до Угорщини. Того ж року ще раз домовився з Дубровником, гарантуючи йому безпеку від зазіхань Стефана Владислава I, короля Сербії. Але не зміг завадити проходженю монгольських військ Боснією. Останні завдали країні величезних руйнувань.
Тим часом в Хорватії вибухнула війна між містом Спліт, повсталим проти угорського короля Бели IV, і Трогіром, що залишився вірним королю. Матей Нінослав підтримав Спліт, проте захопити Трогір йому не вдалося. 
У 1244 році угорський король зібрав військо, яке очолив Діонісій, бан Славонії. Останній зумів захопити Спліт. 20 липня 1244 року було підписано мирний договір, за умовами якого Матей Нінослав визнавав себе васалом угорського короля, а за це він і боснійська шляхта  отримували прощення, також підтверджувалися права і володіння боснійської церкви.
Проте богомільство продовжувала викликати невдоволення Риму, і в 1247 році Бела IV, король Угорщини, і папа римський Інокентій IV зажадали організації нового хрестового походу проти Боснії. Матей Нінослав написав папи римському, що він є вірним католиком і ніколи не був єретиком, а папські легати, що незабаром відвідали Боснію, підтвердили його слова.
Помер бан у 1250 році. Це призвело до боротьби за престол претендентів, яких підтримували католики та богоміли та угорці або серби.